# L hondrit
L hondrit je vrsta navadnih  kamnitih hondritov. Med vsemi meteoriti je L hondritov okoli 35%, samo med hondriti pa 40% in tako predstavljajo drugo največjo skupino navadnih hondritov.

L hondriti imajo relativno nizko vsebnost železa v primerjavi s H hondriti (oznaka L izhaja iz angleške besede low, kar pomeni nizek). Značilna minerala sta fajalit in olivin. Okoli 4 do 10% nikljevo-železne zlitine se nahaja kot prosta kovina. Zaradi tega so ti hondriti magnetni, vendar v manjši meri kot H hondriti. 

Najbolj pogosti minerali so olivine, hipersten (ortopiroksen) in troilit. Kromit, z natrijem bogat glinenec in kalcijevi fosfati se nahajajo v manjših količinah. Čez 60% L hondritov spada v 6 tip po  petrološkem načinu razvrščanja hondritov. To pomeni, da je bilo starševsko telo precej veliko (večje od 100 km). V primerjavi z drugimi hondriti so hondriti skupine L doživeli močan šok zaradi silovitega trka starševskega telesa z nekim drugim telesom. S pomočjo radioaktvnih izotopov so ugotovili, da se je to zgodilo pred okoli 500 milijoni let.

Starševsko telo the hondritov ni znano, možna kandidata sta asteroida 433 Eros in 8 Flora. Lahko pa je tudi celotna družina Flora prevzela vlogo starševskega telesa za to skupino hondritov. 

Včasih so L hondrite imenovali hipersteni hondriti ali olivinsko hipersteni hondriti. Izraza se sedaj več ne uporabljata.